# Кюрий
Кюрият е химичен елемент със символ Cm, атомен номер 96 и принадлежащ към групата на актинидите. Името идва от Пиер Кюри и Мария Кюри. Открит е от Глен Сиборг през 1944 г.